# 和歌山県立古佐田丘中学校・橋本高等学校
和歌山県立古佐田丘中学校・橋本高等学校（わかやまけんりつ こさだがおかちゅうがっこう・はしもとこうとうがっこう）は、和歌山県橋本市古佐田四丁目にある県立中高一貫校。通称は橋高・古佐中（はしこう・こさちゅう）。
校名は違うが中高ともに同一敷地内にある。また、古佐田丘中学校の卒業生はそのまま橋本高等学校に進学できる。また、本校の校歌は歌中に校名が一切出てこないという珍しい校歌である。

## 沿革
- 1911年2月23日 - 橋本町立実科高等女学校の設立が認可される。
- 1911年4月8日 - 橋本町立実科高等女学校が開校する。
- 1915年6月4日 - 橋本町立高等女学校に改称する。
- 1918年4月1日 - 伊都郡立橋本女学校に改称する。
- 1918年6月23日 - 伊都郡立橋本女学校の校舎を現在地に移転する。
- 1920年4月1日 - 和歌山県立橋本高等女学校に改称する。
- 1929年4月29日 - 和歌山県立橋本高等女学校の校旗を制定する。
- 1935年3月17日 - 和歌山県立橋本高等女学校の校歌を制定する。
- 1948年4月1日 - 和歌山県立橋本高等学校に改称する。また、男女共学になる。
- 1948年5月10日 - 和歌山県立橋本高等学校の校歌・校章を制定する。
- 2005年8月1日  - 県立中学校開設準備室を設置。
- 2006年4月1日 - 和歌山県立古佐田丘中学校（併設型中高一貫教育校）を設置する。
- 2007年4月20日 - 橋本高等学校創立100周年記念事業実行委員会を設立する。
- 2008年4月29日 - 中華人民共和国山東省済南第七中学と交流協定を締結する。
- 2011年11月20日 - 和歌山県立橋本体育館大アリーナに於いて橋本高等学校創立100周年記念式典を挙行する。
- 2020年9月17日-和歌山県立橋本体育館大アリーナ（高校生）サブアリーナ（中学生）にて橋古祭を開催（文化・体育融合）校外での開催は初となる。

## 設置学科
- 高等学校普通科（人文探究・理数探究）
- 中学校（中高一貫探究）

## 部活動
（出典：）

### 古佐田丘中学校
- 陸上競技部
- 水泳部
- ソフトテニス部
- 剣道部
- 放送部
- 邦楽部
- 美術部
- 科学部

### 橋本高等学校

#### 体育クラブ
- ソフトテニス部
- バレーボール部
- 硬式野球部
- バスケットボール部
- 卓球部
- 剣道部
- 陸上競技部
- サッカー部
- 新体操・バトン部
- 登山部
- 水泳部
- ダンス部

#### 文化クラブ
- 茶華道部
- 文芸部
- 歴史部
- 語学部
- 数学・情報部
- 科学部
- 美術部
- 写真部
- 図書部
- 音楽部
- 吹奏楽部
- 書道部
- 家庭部
- 演劇部
- 邦楽部
- 放送部
- 手話・JRC部
- 将棋部

## 著名な出身者
- 広畑良次 - 元社会人野球選手、同校硬式野球部元監督
- 杉浦正則 - 元オリンピック日本代表野球選手、銀メダリスト。同志社大学、日本生命でもプレーし同社では監督も務めた。
- 久保恭久 - 元社会人野球選手
- 古川勝 - メルボルンオリンピック日本代表水泳選手、金メダリスト。日本大学卒業後大丸に勤務。
- 向井嘉久蔵 - 元毎日オリオンズ投手、元和歌山県議会議員、FMはしもと会長
- 巽孝之 - 九州朝日放送元アナウンサー。
- 中辻憲夫 - 京都大学教授
- 辻本好美 - 尺八奏者 (Bamboo Flute Orchestra)
- 松山恒昭 - 元大阪高等裁判所部総括判事、元神戸地方裁判所所長、法務省難民審査参与員
- 平野嘉也 - 和歌山県高野町長、薬剤師
- ひらさか一人っ子 - ミュージシャン、Adult family Vo/Gt

## 交通
- 最寄り駅 - JR和歌山線、南海高野線・橋本駅